# Янкин, Алексей Матвеевич
Алексей Матвеевич Янкин — советский хозяйственный и политический деятель.

## Биография
Родился в 1925 году. Член КПСС.
С 1942 года — контрольный мастер ремесленного училища № 1 Саратова, мастер производственного обучения на заводе № 292, второй секретарь Заводского райкома ВЛКСМ, комсорг ЦК ВЛКСМ, инструктор отдела подготовки кадров на заводе № 292
В 1951—1956 гг. — инструктор, заведующий отделом Сталинского райкома ВКП(б), секретарь Золотовского райкома КПСС.
В 1956—1964 гг. — начальник бюро труда и зарплаты цеха, начальник цеха, секретарь парткома, заместитель директора одного из оборонных предприятий города Саратова.
В 1964—1970 гг. — первый секретарь Заводского райкома КПСС города Саратова.
В 1970—1971 гг. — второй секретарь Саратовского горкома КПСС.
В 1971—1982 гг. — заведующий отделом организационно-партийной работы Саратовского обкома КПСС.
В 1982—1986 гг. — секретарь Саратовского областного Совета профсоюзов.
Умер в 1990 году в Саратове.

## Награды
- Орден Трудового Красного Знамени (трижды)
- Орден Знак Почёта